# 氷結鏡界のエデン
『氷結鏡界のエデン』（ひょうけつきょうかいのエデン）は、細音啓による日本のライトノベル。イラストはカスカベアキラが担当している。富士見ファンタジア文庫（富士見書房→KADOKAWA）より2009年9月から2014年3月まで刊行された。『ドラゴンマガジン』にも不定期で短編が発表されている。2012年7月時点で原作小説の累計部数は56万部を記録している。
前作『黄昏色の詠使い』に続き、作者オリジナルの架空言語（セラフェノ音語の派生形）が用いられている。
メディアミックスとして、2010年8月2日更新の富士見ファンタジア文庫公式サイトで、ドラマCD化が発表された。同年12月29日発売。『月刊少年シリウス』（講談社）2012年8月号よりコミカライズ版が連載開始。

## あらすじ
「魔笛」という力を持つ謎の存在「幽幻種」という脅威が存在する世界。人々が生きることができる地は、巫女の祈りによってなる「氷結鏡界」に守られる「浮遊大陸オービエ・クレア」のみであった。
オービエ・クレア第二居住区の喫茶店に居候する少年シェルティスは、かつて天結宮（ソフィア）で氷結鏡界を守る巫女のために戦う護士として双剣を振るっていた。しかし、とある任務中の事故で浮遊大陸から穢歌の庭へ落下、誰もが彼の死亡を確信した。
だが1年後、彼は浮遊大陸へ奇跡の生還を果たす。その身に、魔笛を宿して。

## 登場人物
※声はドラマCDのもの

### メインキャラクター
シェルティス・マグナ・イール[Sheltis Magna Yehle]
声 - 阿部敦
本作の主人公。17歳。3年前まではユミィの千年獅を目指し、若くして天結宮の幹部級にまで上り詰めた護士で天才的な双剣使いだったが、大陸外縁の巡回任務中に大陸から穢歌の庭に落下。1年後、奇跡的に浮遊大陸に帰還するも、正体不明の魔笛を宿していたために天結宮から除名され、第二居住区に追いやられる。
巫女の沁力に匹敵する膨大な量の魔笛を持ち、旋律（）・魔笛第七真音律（）を所持する。大量の幽幻種の襲撃から天結宮を守りその功績をユミィやレオンたちの署名で推薦することにより天結宮に帰って来ることが出来た。
魔笛を宿しているため幽幻種の魔笛を無効化することができるが、こちらも敵の攻撃を素通ししてしまうリスクを背負う。
性格は至って穏やか。周りの女性たちからは流されてばかりいる（弄られているとも言う）。
セラの虚像との戦闘の後、再びエデンに堕ちる。
穢歌の庭の浄化された地区でイリスの修復者であり主人である凪に出会い、沁力の放出により機能停止したイリスを託し、セラの虚像のオリジナルを名乗る黄昏竜（）と対面。第七真音律が穢歌の庭を崩壊させることができるものと知らされるが、同時に自身も消滅することを知らされる。
ユミィ・エル・スフレニクトール[Ymy Ele Soufflenictole]
声 - 阿澄佳奈
本作のヒロイン。17歳。現在、一番新しい序列第五位の巫女。5人の巫女の中では最も膨大な沁力量を持ち、洗礼系の沁力術式を得意とする洗礼の巫女と呼ばれるが、他の術式などは他の巫女と比べると苦手気味。
シェルティスとは幼馴染で、自分が巫女になった際には彼を自分の千年獅にすることを望んでいた。
しかしシェルティスが穢歌の庭に堕ち、強大な魔笛を宿してしまったため、二人の間にだけエルベルト共鳴が発生し、それが彼女らの間を遠ざける原因のひとつになっている。一方で、シェルティスの持つ魔笛『第七真音律（）』と皇姫と代々の巫女にのみ伝わる『第七天音律（）』が似ていることに気付き、解呪の方法を探っている。
また、禁断水晶の最後の適格者であった。
モニカとは巫女見習い時代の先輩後輩関係であり、「モニカ先輩」と呼び今でも慕っている。
次期皇姫候補とされているが、氷結鏡界を維持できるのは約700年とサラなどに推定されていて、その間の重圧や環境の変化に耐えていけるかを危惧されている。
イリス
声 - 真堂圭
シェルティスの相棒とも言うべき機械水晶。女性人格を持つAIユニットだがやたら人間くさい。3年前に彼が幹部に昇格した際に皇姫サラから授与された。シェルティスが天結宮から追放されている間はユミィが預かっていたが、幽幻種の大侵攻の際にシェルティスと再会、以前と同様に有事には優秀なサポートをこなす。戦闘ではシェルティスの双剣の刀身を構成、それ以外では天結宮内のデータを自由に閲覧できる（ハッキング）など、重要な役割を果たしている。
千年前に機神として作られた。
その本体(ボディ)は天結宮の地下フロアに眠っており、エリエと華宮によって修復された。
モニカ・イスペラント[Monica Esperanto]
元巫女見習いの護士候補生の少女（18歳）。巫女見習いとしてのユミィの先輩であり、シェルティスが加入している部隊の部隊長。桃色の髪をポニーテールにしてまとめている。武器は直結できるよう改造されている２つの十字昆（ロザリオ）。また「防御力が高いが攻撃力が低い」という欠点を沁力を具現化した結晶でロザリオを包むという巫女の力で補っている。これは対幽幻種用であり対人戦では活用できない。巫女の最終試験で失敗し、巫女としての道が断たれてしまった。その後、当時憧れていた双剣士の少年（3年前のシェルティス）のようになりたくて「巫女になれないならせめて巫女を守る役職に」と、護士としての道へと転向したが、その時に負った大きな心の傷がゆえに大事な場面で戦えず、そのため3年近く経っても小隊に入れず護士候補生から上がれずにいた。しかし、とある出来事により自分に自信を持って戦えるようになる。その後、教官の勧めもあって華宮やシェルティス、ヴァイエルとともに新たな小隊を結成する。
華宮（カグラ）[Kagura]
モニカ、エリエの友人。『ネルの民』特有の耳を持つが、好奇の目で見られたくないという理由でメットを被っている。塔制局電算開発部にも所属する護士候補生で、モニカの部隊の隊員。
自ら開発した機械珠（）を常に持ち歩いており、情報収集・捜索・録音・母体演算機（マザーコンピュータ）との通信などに役立てている（情報収集は趣味で行う場面もある）。ソフィア中に百台以上の監視カメラをしかけており、普通では知らないような他人の秘密を知っている。また、ネルの民は聴力も高いらしく、つぶやき程度の小言も聞き逃さない。
警戒心が強い典型的な『ネルの民』だが、それ故に一度認めた者にはどんな協力をも惜しまない。出会った当初はシェルティスを信用しておらず、3年前に死亡した人物と同一なのではとシェルティスを疑う。
『自作の電卓王選手権』で知り合ったエリエを勝手にライバル視し、比べられる物事を見つけると一方的に勝負をしかけることがある。エリエからは「遊び」としか受け取られておらず、真摯な態度の華宮と比べてお気楽な態度をとられている。
ヴァイエル・バッハベル
華宮がスカウトした護士候補生。年齢は二十代前半。整った顔立ちをしているが人相が悪く、口調も態度も顔付きにふさわしく荒々しい。
使用武器は青銅製の拳鉄甲（ナックルダスター）。肘から拳まで覆う金属武器で、表面には沁力の刻印儀礼をしめす文様が何重にも描かれている。
厄介事を嫌い、普段から訓練に参加せずにサボって昼寝ばかりしている。と思われているが、実際には天結宮で困っている人を助けたり、誰も手入れをしない武器庫を掃除したりと面倒見がいい。正護士への昇格や褒章システムなどの実利的なものに固執するあまり、「人を守る・助ける」という本来の目的を忘れる周囲の護士候補生たちには怒りを感じ、自らそれを実践しようとしている。
口は悪いが、素は優しい（華宮曰く「好い人」）。
隊の中で唯一料理ができる存在として、華宮からは料理長と呼ばれる。

### 友人・知人
エリエ・レッセント
声 - 日笠陽子
16歳。シェルティスが居住区で生活しはじめたころに知り合った友人。シェルティスとはカフェ・二羽の白鳥（アルビレオ）で二年間働いた仲。しかし、シェルティスに対しては友情以上の感情はなく、恋よりも機械相手に夢中になっている。
また技師としての腕も確かで機械製作･操作のほか、ハッカーとしての腕も一流だが少々詰めが甘いことも。
奇抜な発想力の持ち主であり、人見知りをしない明るい性格で、相手とすぐ打ち解けることが出来る。
何度かシェルティスに重要な手伝いを頼まれたことがあり、その経過でイリスを驚かせるほどの才能を持つ。
ユト
声 - 金元寿子
居住区で生活していたころにシェルティスが知り合ったバイト先に訪れる幼い少女。年齢は9歳前後。
屈託のない素直な性格で好奇心旺盛。親しい年上には○○兄、○○姉と呼び、特にシェルティスになついている。ねぼすけのシェルティスを起こす際に、飛び蹴りで彼の頭部を打擲したことがあるなど、やんちゃな面もある。
2巻から不審な言動を垣間見せるようになる。両親の存在や、どこで暮らしているのかも不明。重要な秘密を持っている模様が見られる。
主天ツァリの仮の姿であることが不完全神性機関イリスにて明かされる
キリエ
カフェ・二羽の白鳥（アルビレオ）の女性店長。本人の希望で、周りからは料理長と呼ばれている。天結宮から追放されたばかりのシェルティスを住み込みで雇い、時には新作料理の実験（毒見）をさせている。経費を省くために一般的には毒性を持つ植物などを調理したりもしている。
メイメルと何らかの接点があり、そのような言動が見られる。また自身も相当な実力者であることをうかがわせる発言をしている。
イグニドによるホルンとのやりとりの最中、メイメルの元千年獅であることがうかがえる。

### 天結宮（）
ツァリ
声 - 沢城みゆき
謎の女性。高レベルの沁力と扱う技術を併せ持つようだが詳細は不明。自らを「主天」と名乗る。
天結宮における地位も高いようで、皇妃サラとも関係がある。シェルティスの監視役だが、むしろ期待をかけてるような言動が目立つ。
ツァリ＝ユトであることを確認できるような発言をしている。
皇姫サラの私室と同じフロアに私室を持つが、「放浪癖があるので滅多に使わない」とイリスに言われている。また、来訪者を混乱させたいがために事務員室と見かけだけは同じ設計となっていて、シェルティスに「嫌な設計」と評された。
右流・冥・ユメルダ
錬護士から教官になった女性。護士の教官であり現在のシェルティスの上司。肩口のところで黒髪を切り揃え、モニカやツァリと同様に男性のような口調で話す軍人肌。
当初、シェルティスの正体を知っているような口ぶりを見せたが、深く追求はしていない。
シェルティスの初戦を見てその戦法を見抜いて解説したり、飛び交う銃弾を鞭で叩き落すという相当な実力者。
重度の愛煙家だが喫煙に関してのマナーはしっかり守っているため、病人や目上の人間の前では吸ったりしない。
気に入った生徒をスパルタで鍛え上げるのを好んでいる節があり、シェルティスに何度も過酷な訓練をさせている。
不完全神性機関イリスに彼女とそっくりの右流・寧・ユメルダと言う女性が登場するが、関連性は不明。
イシュタル・イス・イシマエル＝ジルシュヴェッサー
千年獅に最も近いとされる錬護士筆頭で、二十歳前後の女性。古武術系の流れで、鎗使いとしての最高段位である『祓戈の到極者（ジルシュヴェッサー）』を持つ。段位を得てから名前の最後にジルシュヴェッサーをつけるようになった。シェルティスも3年前に幾度か戦ったことがある手強い相手らしく、レオンからも恐れられている。シェルティスいわく「何を考えているかわからない」人物。周囲の誰からも猫かぶりと思われるほど、普段と戦闘時の性格が極端に変わる。5つほど年の離れた妹のイーシャを溺愛している。
イーシャ・イス・イシマエル
シェルティスの先輩格に当たる正護士の少女。沁力によって物体（彼女の場合は鋼鉄球）を操作する『人形遣い』。ジンとタッグを組んでいる。
上司であり、部隊長である爛のことを「ボス」と呼んだり、自分より地位が上の人間に対しては極端に恭しくする。ただし、階級が下の者についてはその限りではなく、勝手にモニカの部隊員たちを自分の部下として上司に紹介していたりする。
シェルティスに対抗心を抱き、何度か試合を申し込んでいる。主な戦法は、4つの鉄球を散開させ、敵の接近を妨害・攻撃というシンプルなもの。
ジン・イクスナリス
イーシャのタッグ相手の双銃士。年齢は二十代前半だが禿頭。冷静沈着な性格で、いつも一人で暴走気味なイーシャの歯止め役をしている。狙撃に加え体術にも長けており、標的に接近されても軽い身のこなしですぐに引き離してしまう。
ナッシュ・G・エンドルフィン
黒髪に、長身細身の優男。護士候補生の中でトップクラスの実力を持っていたが、黄金のマハの討伐に失敗したことで周囲から自分の評価が下がったことに焦りを感じている。そのため周りの人間に対して攻撃的な態度を取る。
ピアナリス・シーリィ
モニカのことを「モニカ先輩」と呼ぶ巫女見習い。
だれかれ構わず抱きつく癖があるらしい。

### 結界の巫女
皇姫サラ[Salah]
声 - 大原さやか
本名、紗砂（）・エンデンス・凛（）・ケール。天結宮の頂点に立つ存在。1000年前より強力な沁力にて氷結鏡界を形成し、1年の大半を結界の中で過ごす。オービエ・クレアに氷結鏡界が張られる以前から幽幻種討伐を行ってきた。
エリエと友人関係になっており、自分の私室まで来ることができる認証カードを与えるほどに信頼している。
ツァリ、イリスとは1000年前からの付き合い。
メイメル・イン・カーネイション[Meimel in Carnation]
声 - 遠藤綾
第二位に位置する巫女。千年獅は爛。結界系の沁力術式を得意とする。
ユミィや春蕾にとっては先輩格にあたる巫女であり、姉の様な存在である。
面倒見のいい性格だが、少々お茶目な面もある。
春蕾（シュンレイ）・ピア・ヌクレネン[Syun-rei Pia Nucclene]
声 - 巽悠衣子
第四位に位置する巫女。領域系の沁力術式を得意とする。また、人が持つ沁力が形として見える『未来図絵』という力を有する。
非常に内気な性格で、極度の対人恐怖症。専属護衛のレオンや同僚の巫女以外と話したり会ったりするのは極度に苦手。いつもレオンの背後に隠れており、彼に好意を抱いている。
イグニドに誘拐された際、『未来図絵』の力によりいち早くイグニドの正体に気づく。
ヴィオラ・ノヴァ
第三位に位置する巫女。趣味は小石収集。彼女の妹と千年獅であるホルン・ノヴァと腕利きの錬護士をつれて、主に浮遊大陸の巡回を担当している。
おもいやりと配慮にあふれ、たとえ後輩であっても他人には必ず「さん」付けする癖もある。
小柄という点では春蕾と同じだが、落ち着いた口調と穏やかさによって背格好とは正反対の大人な印象を感じさせる女性。
先天的に、一瞬先の未来を見ることができる領域系の沁力術式「天球図画」を有しており、巫女見習いとして修行を積むうちにそれを制御する術を身につけた。
エルミーティア・遊・ラスカ
第一位に位置する巫女。イリス同様、1000年前に造られた人型機械体。本名はミカエル・ユーティア・ラスカ。

### 千年獅
レオン・ネストリウス・オーヴァ[Leon Nestorius Ova]
声 - 中村悠一
千年獅の第4位。
シェルティスの好敵手であり旧友。大剣を得意とする春蕾の千年獅であり、最強の大剣使いと称されている青年。その実力はシェルティスと全く同等で、爛とも互角の勝負を繰り広げたことがある。
自分に厳しく常にトレーニングを課すが、時折シェルティスが巻き込まれることも。
幹部級の隊長として部下を預かる身になっていたが、シェルティスと再会したことでかつての入宮したころの情熱を思い出す。
爛（ラン）
声 - 伊瀬茉莉也
千年獅の第2位。
メイメルの千年獅であり、徒手空拳で幽幻種と戦う唯一の護士。勝気な性格をしており、相当なバトルジャンキー。少女だが、一人称は俺。
素肌にじかに刻印儀礼を施しているため、全身が呪詛の塊である幽幻種と密着戦が可能。刻印儀礼の拒絶反応と、その苦痛に耐えることが出来た彼女だからこそ可能な芸当。
千年獅だけあって実力は高く、レオンと同等の実力を有し、ジンやイーシャが所属する「第二師隊」の部隊長も務めている。
ホルン・ノヴァ
千年獅の第3位。
ヴィオラ・ノヴァの妹であり千年獅でもある機術装甲士（）。浮遊大陸を代表する射撃の達人で、殆どの時間を遮眼帯（）をつけて過ごす。
姉のヴィオラ・ノヴァと共に天球図画と呼ばれる力を持ち、標的の動きを先読みして弾を撃つことができる。
しかし、その力によって、彼女には「今の映像」と「未来の映像」が重なって見えてしまい、脳に負担がかかってしまうため、遮眼帯を付けて「今の映像」を遮断することで脳への負担を軽くしている。
ユミィを「たったひとりの子供も救えない巫女」と責めている傾向がある。
ファルヴァレン・シーケンサー
千年獅の第1位。1000年前に造られた人型機械体。本名はヘケト・マグナ【剣帝】。
黒髪長身の双剣使いで、シェルティスに双剣を教えた。シェルティスからは師匠と呼ばれている。

### 統政庁
統政庁の特務部隊、天の車。所属する人間はそれぞれ『第一』・『第七』・『第九』と呼ばれており、これは使用武器の数を表している。
『第一』ゼアドール
見上げるほどの巨体を持つメイス使い。通称「筋肉馬鹿」
扱うメイスのサイズは常人ほどの大きさもあるため、凄まじい重量と破壊力を発揮する。
戦闘時は自らの身体を聖域術式で包んでおり、並の攻撃では傷一つ付かない防御力も要している。
『第七』キイ
天の車に属する女性。モニカやユメルダ同様男性的な口調でしゃべる。
『第九』ヒューイック
天の車に属する人間だが、統政庁を勝手に抜け出して方々に活動している模様。
第九を名乗っているが実際には相手を欺くフェイクであり、それ以上の暗器を扱うことができる（作中ではナタラーシャに対して第十を名乗っているが、それすらもフェイクであり正確な数は不明である）。
八本のナイフを投擲し囲んだエリア内に沁力によって新たなナイフを出現させることで相手を狙撃する術式を得意としている。
黒猫（クロ）
ヒューイックの部下の女性。スーツを着、敬語を使う。
ヒューイックと共に、ナタラーシャに挑む。武器は鉄扇。
対アマデウス（幽幻種）戦では吐血して倒れてしまう。
揺（ユラギ）
統政庁第1セクターに勤める女性。シェルティス曰く「いかにも統政庁の人」。だが実は天結宮の無所属諜報員。

### 異篇卿（いへんきょう）
空白（）[Igun-I]
異篇卿補佐、空白（）と名乗り、存在しないはずの七番目である『空位』となる。
黒のスーツに同色の帽子を目深にかぶり素顔を隠しているため、一見すると男性と思われるが実際の性別は不明。マハとふたりで奇怪な実験をたくらむ。統政庁とも関っており、シェルティスと何らかの関わりを持っている。
スイーツが好きなようで野苺を摘んでいる描写がある。
正体はもう一人のユミィ。真名を「ユミエル」といい自分が本物であり、ユミィを自らの虚像（ユメ）と言う。
ユミィよりも強い沁力を持っているらしく、仕組みは分かっていないが魔笛がきかない。
あらゆる情報について精通しており、シェルティスがエデンに堕ち、魔笛を宿したことを天結宮全体に故意に伝えたり、ミクヴァの緋眼から幽幻種の虚像を出現させるなど度々敵として立ちはだかる。しかし、セラの虚像との戦闘の際は天結宮と共闘することを選び、シェルティスを呼び出すなど敵としてではなく現れることもある。
ヴィオラから奪った結界の統制権を有したまま穢歌の庭へと堕ち、第七鏡面でユミィに返却した。
黄金（マハ）
異篇卿第三位『黄金のマハ』。
巨漢の肉体をローブで覆い隠し、手足に身につけた機械リングで固定している。口数が少なく必要なことをしゃべろうとしない。更に顔を隠しているため感情が希薄に感じられる。実は女性。敵であるはずの、天の車ゼアドールを慕っている。
複雑で難解な沁力術式によって膨大な力を振るう黄金術式の使い手。
大地にあるものに干渉し、変形させることで武器とする「人形遣い」で、様々な特性を持つ擬似生物を創造して攻撃させることも可能。
ノイエ
異篇卿第六位、双子の弟。双方とも子供の声をしているが、その声が響く場所に人影がないという不思議な存在。
蒼色の水槽に入っているのをエリエ、ツァリに確認される。双方とも強い沁力を持つ。
皇姫サラと五人の巫女に替わり、新たな結界によって浮遊大陸を穢歌の庭から隔離する『重界計画』を企てている。
ノエシス
異篇卿第五位、双子の姉。
碧色の水槽に入っているのをエリエ、ツァリに確認される。
ナタラーシャ
異篇卿第二位『真紅』。『真なる紅』の秘跡執行官でもあり、統政庁の議員で秘書を務めながらスパイ活動をやっていた。
『コーの流民』という種族であるが、数十回の手術を行い、現在は腹部等を除いた部分は普通の肌になっている。
沁力術式による顕現術式を用いた炎の使い手。アルマデルを慕っている。
アルマデル
異篇卿第一位『白銀』。レオンと酷似した大剣使い。行方・生死不明となったレオンの双子の兄「アルマデル・ネストリウス・オーヴァ」と違い、このアルマデルは金髪であり、異篇卿に加わったときより以前の記憶がない。レオンはこのアルマデルを実の兄だと確信している。
ベルトマー
異篇卿第四位『鈍色』。『灰よりも暗き灰』の秘跡執行官。不可視の銃弾を放つが、それが銃によるものか自身の能力によるものかは不明。

### 穢歌の庭 （エデン）
凪・一咲・ジール（なぎ・いちさき・ジール）
魔笛に汚染されて誰も住んでいないと思われた穢歌の庭に住んでいる少年。
セラの虚像が帰還する影響で幽幻種として穢歌の庭に強制帰還させられたシェルティスを介抱した。黄昏竜（アマデウス）とも関わりがある。
壊れたイリスを言葉だけで復帰させた。イリスからは「ご主人様」と呼ばれる。また、サラがヴァイエルを見て「凪を思い出します。あの駄犬も『悪ぃ』が口癖だったから」といっているため、関わりがあると思われる。
正体は、エデン・プロジェクトの裏の立役者。主役とも称される存在。『聖女』紗砂、『反逆者』ツァリ、『不完全神性機関』イリスとそれを作ったヨミ。彼女達の輝かしい活躍の裏で、紗砂を激励し、ツァリに手を差し伸べ、ヨミの代わりに『天結宮』の基礎設計をし、イリスの主として戦い続けた『一般人』。
詳細に関しては、同作者の作品『不完全神性機関イリス』の登場人物を参照。
シャオ（紗音）
幽幻種として穢歌の庭に強制帰還させられたシェルティスを追って穢歌の庭に着いたユミィを介抱した人物。男性とも女性ともとれる容姿で、所見の際にユミィは困惑していた(実際の性別は不明)
紗砂の名付け親のようなもの。一人称は『自分』。
紗砂とは交流があり、ユミィのことを知っていた。
巨蛇（ミクヴェクス）の知り合い。禁断水晶の適格者であったが、彼女とは喧嘩別れしたらしい。
禁断水晶の護衛
ローブを羽織った黄昏色のボロボロの法衣を身につけた存在。
魔笛でも巫女の言語でもない言葉を使う。影から剣を取り出したり、一瞬でシェルティスの横まで移動するなど不可思議な点が多い。
右手に髪の毛ほどの太さしかない黒の刀身の剣。左手に樹の根っこのごとく歪で曲がりくねった深紅の刀身の剣。この双剣を使う。
使用している言語は、セラフェノ音語で、影から剣を取り出したのは、名詠式を用いているからである。
アマリリス
禁断水晶と呼ばれる存在。外見はユトと同じか、少し上くらいの歳の女の子。結界の中心にたどり着く人を待っていた。
紗砂やツァリ、シャオとは知り合い。
アマリリスが生まれたのは、別の世界で、そこに姉が居るらしい。
黄昏竜（アマデウス）
深い夜色に輝く竜。セラの虚像の一体、アマデウスの実像。偉そうな喋り方をする。
セラの虚像のアマデウスと紛らわしいので、「アーマ」と呼ばれる。凪にシェルティスを連れてくるように言い、シェルティスに穢歌の庭の真実を告げた。
巨蛇（ミクヴェクス）
白夜色の光を放つ蛇。セラの虚像の一体、ミクヴェクスの実像。
シャオに連れられてやってきたユミィに穢歌の庭の真実を告げた。

## 用語集

### 沁力と魔笛
沁力（しんりよく）
人が生まれつき持っている力。魔笛と反発し、浄化することができる。
用途によって、結界系・降臨系・領域系・礼讃系・洗礼系がある。
魔笛（まてき）
本来、穢歌の庭や幽幻種が持っている術式。濃紫色をしている。様々な作用があり、単に有害なだけでなく、発狂（精神操作）、昏睡状態にする作用もある。
エルベルト共鳴
沁力と魔笛が互いに反発、共鳴しあう現象。沁力と魔笛、両方の力が圧倒的に強くなければ起こらない。また浮遊大陸が浮いているのは、穢歌の庭の魔笛と、氷結鏡界の沁力が触れ合って起きたエルベルト共鳴によるもの。
物理現象をも捻じ曲げ、電光のような火花が散る（シェルティスの魔笛とユミィの沁力・ツァリの沁力での発生が確認されている）。
第七天音律（ソフィア・コード）
皇姫と巫女だけに伝わる神秘の旋律にして、氷結鏡界を支える祈りの歌。
現在は皇姫サラの沁力に合わせて編曲されている。
第七真音律（エデン・コード）
シェルティスの保有する魔笛。穢歌の庭最深部で流れている。魔笛の中でも相当強力なもので、沁力を無効化・幽幻種を使役することもできる。
第七天音律の対になるとユミィは考えている。

### オービエ・クレア
地上から上空1万メートルに位置する浮遊（ふゆう）大陸にして、この世界の名称。巨大な大陸と、無数の浮遊島（ラグーン）によって形成される。すべては1000年前から巫女たちが唱える結界系沁力術式『氷結鏡界（ひようけつきようかい）』によって支えられ、人はこの中でしか生活することができない。
浮遊大陸自体は以前から存在したが、1000年前に氷結鏡界が張られる前は盛んに幽幻種が侵攻し、人々を襲っていた。
また、単一民族ではなく、様々な民族が混在する多民族地域である。
いくらかの区分けされており、『天結宮』を中心に外側へ向かって、『居住区』『自然区』『生態生育野（ビオトープ）』の3つ地区がある。
沁力が発達する中で、航空機やスーパーコンピューターなど、科学技術も発展している。
天結宮（ソフィア）
浮遊大陸オービエ・クレアの中心に聳え立つ塔で、最上階は291階。
氷結鏡界を支える中心であり、そのための巫女や護士を養成する護法院。
階級順に護士候補生⇒正護士⇒錬護士⇒千年獅と、巫女見習い⇒巫女の隊員約1200人と、備品の管理や彼らを補佐する職員およそ1万人で組織されている。
塔制局、沁理局、総務局、機工局、環境局、護法院などの機関がある。
実は天結宮の頂上と穢歌の庭は繋がっており、第九鏡面までのエデンと足して、300階になる。
結界の巫女
オービエ・クレアを守る氷結鏡界に祈りを捧げる巫女のこと。皇姫（おうひ）サラを筆頭に序列1位から5位までの計6人のことを指す。基本的に皇姫サラを除く5人のうち2人が結界の巡回を、残る3人と皇姫が結界を支えている。
巫女見習い（みこみならい）
名前の通り、巫女の見習いのこと。一般人の中から選ばれる。天結宮の正式な隊員の証であり、巫女に続く階段でもある階級。
千年獅（せんねんし）
結界の巫女につく専属護衛。錬護士の中から巫女の信頼が最も厚い者が選ばれる。皇姫の護衛は主天と呼ばれる。
錬護士（れんごし）
天結宮の護士の中でも精鋭が集まる階級。千年獅とほぼ同等の実力を有す。3年前、シェルティスがレオンと共に上り詰めた階級でもある。
正護士（せいごし）
天結宮の正式な護士で、巫女見習いと同じ階級。数年前まで正護士に選ばれるための制度は実績と実力のみが物を言うものであったが、制度が変更され、緊急時に部隊で協力できる護士が選ばれるようになった。
護士候補生（ごしこうほせい）
正護士になる前の階級。正式な天結宮の隊員でもない一番位の低い階級であり、一般人の中から立候補で選ばれる。
制度が変更され、現在は「褒賞システム」と呼ばれる制度を採用している。任務などをこなし、褒賞ポイントを一定の量まで溜めることで正護士になることができる。

統政庁（とうせいちょう）
一般的な行政を司る組織。国民の支持が天結宮ばかりに集中することを快く思っておらず、かねてから折り合いが悪い。
物事の全てを記録する、ミクヴァの緋眼を所有。
ミクヴァの緋眼（ミクヴァのひがん）
この世で起こったすべての出来事を記録する赤く、卵のような形をしたもうひとつの不完全神性機関。イリスは製作者が同じであるため完全適格者であり、中身の記録を観覧・改変することが出来る。黒猫などは不完全適格者で一部の記録を観覧できる。
天の車
統政庁に属する3人の特務部隊。天の車の一人がミクヴァの緋眼が保存される部屋へ続く回廊を守っている。

異篇卿（いへんきょう)
氷結鏡界にかわり、ノイエとノエシスによる重層世界『楽園幻想』を確立させようとしている機関。計画成就の為、天結宮・統制庁側とは敵対している。階位を持つ6名と補佐1名で構成された小規模な組織ではあるが、各々の実力は相当高い。
民族・種族
ネルの民浮遊大陸に住む民族のひとつ。非常に臆病で警戒心が強い一方で、数学などの分野に秀でている。
コーの流民優れた動体視力と運動能力という長所を持ち、その一方で、肉体は暗緑色の鱗に覆われた肌。その多くは肌を見せることを嫌い、素肌を隠して生活している。
妖精オービエ・クレア全域に生息しており、沢山の種類がある。基本的に人には関わらず群を成している。

### 穢歌の庭（エデン）
浮遊大陸の真下に存在する幽幻種の巣窟。いくつかの層があり、深部へ行くほど狭く、魔笛が濃くなっているとされる。イグニド曰く、第九鏡面まであるとのこと。
幽幻種（ゆうげんしゅ）
体内に魔笛を保有した、穢歌の庭に住む魔物。物理的実体は霧のような体の中にある核晶（かくしよう）のみ。これを壊すことで幽幻種を倒すことができるが、非常に凶暴。
統率個体のように実体を持つ物もいくらか存在し、それをリーダーとする群れも存在することが、天結宮への大侵攻で明らかになった。
また、統率個体以外に、人に対して幻影を見せたり、幽幻種自身が増殖したり、人ではなく幽幻種に対して寄生する個体も存在する。
統率個体（とうそつこたい）
一対の翼と巨大な四肢に蜥蜴（とかげ）の頭部を持つ巨大な幽幻種。竜に酷似した形態をしている。
非常に知能が高く、浮遊大陸全域に配下の幽幻種を送り込み、天結宮近辺の内部調査をさせることで結界が弱まる瞬間を知り、その間隙を付くことで結界にわずかな穴を開け、数百という配下の幽幻種を連れて天結宮への大侵攻を敢行する。
千年前から存在していた模様。
眠り仔（ねむりご）
まだら模様の甲殻に6本の足を持つ、蟹のような形態の幽幻種。なぜか統政庁管轄の浮遊島の研究所で培養されていた。眠っている状態にあったが、シェルティスたちが訪れたことをきっかけに復活。初めは小さな姿だったが、水槽から目覚めたことで急成長し、体格が数倍にまで膨れ上がった。
イグニドによって捕獲され、秘密裏に培養されていた。
千年の獣
千年前に存在した重装機兵と幽幻種。ミクヴァの緋眼に干渉したイグニドによって呼び出された。
幽幻種は濃い紫色の輪を仕掛け、機雷として進路妨害、もしくは攻撃に使用する。
重装機兵は、三メートル近い巨体に全身を鋼鉄の装甲によっておおわれている。そのため動きは鈍重だが、幽幻種との戦いを想定して作られており、沁力の刻印が施されている。
ショットガンのような重火器を用いて攻撃を仕掛けてくる。
Sベクター第八種
生態生育野のSベクターで発見された幽幻種。死後もその効果が残り続ける後罪型の魔笛を有する。
テッシャという子供にかかった魔笛を解呪するため、ホルンが追っている個体。

禁断水晶
またの名を「Armariris Sophienet(アマリリス・ソフィネット)」。イグニド曰く、自ら穢歌の庭の奥深くに眠り、穢歌の庭を封じている存在だが、最後の適格者であったユミィの代わりにシェルティスが穢歌の庭へ落ちたため、現在はもうほとんど力が残っていない。自らを「残酷な純粋知性」と名乗っている。イリスとは面識がある。

## 既刊一覧

### 小説
| 巻数                                                            | 巻数                                             | 初版発行日                      | 発売日                          | ISBN                            |
| 第一楽章（エピソードI）『再始』                                 | 第一楽章（エピソードI）『再始』                  | 第一楽章（エピソードI）『再始』 | 第一楽章（エピソードI）『再始』 | 第一楽章（エピソードI）『再始』 |
| --------------------------------------------------------------- | ------------------------------------------------ | ------------------------------- | ------------------------------- | ------------------------------- |
| 1                                                               | 氷結鏡界のエデン 楽園幻想                        | 2009年9月25日                   | 2009年9月19日                   | 978-4-8291-3443-6               |
| 2                                                               | 氷結鏡界のエデン2 禁断水晶                       | 2009年12月25日                  | 2009年12月19日                  | 978-4-8291-3473-3               |
| 3                                                               | 氷結鏡界のエデン3 黄金境界                       | 2010年4月25日                   | 2010年4月20日                   | 978-4-8291-3512-9               |
| 4                                                               | 氷結鏡界のエデン4 天上旋律                       | 2010年8月25日                   | 2010年8月20日                   | 978-4-8291-3541-9               |
| 5                                                               | 氷結鏡界のエデン5 絶対聖域                       | 2010年12月25日                  | 2010年12月18日                  | 978-4-8291-3597-6               |
| 6                                                               | 氷結鏡界のエデン6 水晶世界                       | 2011年3月25日                   | 2011年3月19日                   | 978-4-8291-3620-1               |
| 7                                                               | 氷結鏡界のエデン7 空白洗礼                       | 2011年6月25日                   | 2011年6月18日                   | 978-4-8291-3651-5               |
| 第二楽章（エピソードII）『世界で一番近くて遠い夢』              |                                                  |                                 |                                 |                                 |
| 8                                                               | 氷結鏡界のエデン8 悲想共鳴-クルーエル・シャウト- | 2011年9月25日                   | 2011年9月17日                   | 978-4-8291-3680-5               |
| 9                                                               | 氷結鏡界のエデン9 決戦限界-アマリリス・コーラス- | 2012年3月25日                   | 2012年3月17日                   | 978-4-8291-3741-3               |
| 10                                                              | 氷結鏡界のエデン10 黄昏讃歌-オラトリオ・イブ-    | 2012年9月25日                   | 2012年9月20日                   | 978-4-8291-3804-5               |
| 11                                                              | 氷結鏡界のエデン11 最終双剣-ユミエル・ノイズ-    | 2013年3月25日                   | 2013年3月19日                   | 978-4-8291-3870-0               |
| 第三楽章（エピソードIII）『振り向けば、遙か向こうにキミがいて』 |                                                  |                                 |                                 |                                 |
| 12                                                              | 氷結鏡界のエデン12 浮遊大陸-オービエ・クレア-    | 2013年12月25日                  | 2013年12月20日                  | 978-4-0471-2972-6               |
| 13                                                              | 氷結鏡界のエデン13 楽園現奏-エデン・コード-      | 2014年3月25日                   | 2014年3月20日                   | 978-4-0407-0064-9               |

### 漫画
月刊少年シリウスで連載中。作画は木村勇貴。作者が急病のため連載停止となっている。そのため2020年現在においても未完。
- 細音啓（原作）・カスカベアキラ（キャラクター原案）・木村勇貴（作画） 『氷結鏡界のエデン』 講談社〈シリウスKC〉、既刊3巻（2014年3月7日現在）
  1. 2012年12月20日発売[19]、ISBN 978-4-06-376376-8
  2. 2013年9月9日発売[20]、ISBN 978-4-06-376422-2
  3. 2014年3月7日発売[21]、ISBN 978-4-06-376450-5

## ドラマCD
タイトルは『ドラマCD 氷結鏡界のエデン 楽園幻想』。タイトルにあるように、原作第1巻をドラマ化している。2010年12月29日限定盤・通常盤(ともに2枚組)同時発売。限定盤には特典として、原作作者及びイラストレーターのかきおろし小冊子とシナリオなどを収めたCDが付属。
- 制作 - マリン・エンタテインメント